# Colonia la Melena
Colonia la Melena är en ort i Mexiko.   Den ligger i kommunen Mazatepec och delstaten Morelos, i den sydöstra delen av landet, 80 km söder om huvudstaden Mexico City. Colonia la Melena ligger 999 meter över havet och antalet invånare är 138.
Terrängen runt Colonia la Melena är kuperad åt nordväst, men åt sydost är den platt. Runt Colonia la Melena är det ganska tätbefolkat, med 129 invånare per kvadratkilometer. Närmaste större samhälle är Puente de Ixtla, 14,1 km söder om Colonia la Melena. I omgivningarna runt Colonia la Melena växer huvudsakligen savannskog.